# Śląski Bank Eskontowy
Śląski Bank Eskontowy (niem. Schlesischen Eskomptebank) – bank z siedzibą w Bielsku działający w latach 1893–1931.

## Historia
Bank powstał w 1893 roku jako towarzystwo akcyjne z siedzibą w Bielsku. Początkowo nosił nazwę: Bielsko-Bialski Bank Eskontowy i Wymienny (niem. Bielitz-Bialaer Escompte- und Wechsler-Bank). Kapitał założycielski wynosił 1,5 miliona koron austriackich. Akcje banku były notowane na giełdzie w Wiedniu.
Bank miał oddziały w Cieszynie, Krakowie i Warszawie oraz ekspozytury w Oświęcimiu, Skoczowie i Żywcu. Przedmiotem działalności banku były operacje związane z obrotem solą, cukrem, węglem, cementem i materiałami budowlanymi.
Po I wojnie światowej, w ostatnich latach istnienia księstwa cieszyńskiego, został zaangażowany przez polską Radę Narodową Księstwa Cieszyńskiego do prowadzenia obsługi dewiz. W 1925 z banku wycofał się kapitał austriacki. W 1929 rozpoczęły się kłopoty z wypłacalnością, którym miało zaradzić przejęcie przez Bank Handlowy w Warszawie. Ostatecznie jednak do tego nie doszło i po wdrożeniu postępowania ugodowego od lutego 1931 r. komitet wierzycieli przystąpił do likwidacji. 